# Patrick Baldassara
Patrick Baldassara est un footballeur français né le 25 juillet 1952 à Lyon. Il évolue au poste d'arrière latéral du début des années 1970 au début des années 1980. Formé à l'Olympique lyonnais, il joue ensuite au Montpellier HSC. Reconverti entraîneur, il fait toute sa carrière au Tarbes Pyrénées Football où il devient dirigeant et éducateur.

## Biographie
Patrick Baldassara est formé à l'Olympique lyonnais et en 1970, il est finaliste, avec ses coéquipiers, notamment Raymond Domenech et Bernard Lacombe, de la coupe Gambardella face à l'AS Saint-Étienne (3-3, 4 t.a.b. à 5). La saison suivante, les Lyonnais remportent ce trophée en prenant leur revanche sur la finale précédente (2-1). Il fait sa première apparition en division 1, le 18 mars 1973. Barré par Raymond Domenech et Bernard Lhomme, il doit attendre la saison 1975-1976 pour faire partie de l'équipe première. Prêté à l'AS Angoulême en 1977, il revient l'année suivante à l'OL mais joue peu.
Il rejoint en 1978 le Montpellier PSC qui vient de monter en division 2. Le club finit sixième du championnat après avoir été longtemps en course pour les barrages. En coupe, le club élimine successivement deux clubs de division 1, le voisin nîmois et l'Olympique lyonnais avant d'être éliminé par l'AJ Auxerre en huitièmes de finale. Il atteint avec ses coéquipiers la demi-finale de la coupe de France en 1980. Les Montpelliérains s'inclinent à ce stade de la compétition face à l'AS Monaco. L'année suivante, le club termine premier du groupe A de division 2 et accède ainsi à la première division. La défense montpelliéraine n’encaisse lors de cette saison que dix-sept buts. Le Montpellier PSC ne parvient cependant pas à remporter le titre de champion national de division 2 s'inclinant sur deux matchs face au Stade brestois (5-2). La saison en division 1 est cependant difficile et le MPSC redescend aussitôt. Patrick Baldassara met alors fin à sa carrière professionnelle et rejoint le SC Orange en division 3 pendant deux ans.
Il rejoint alors le Stadoceste Tarbais, club de division d'honneur comme entraîneur. En 1989, le club remporte le championnat de division d'honneur Midi-Pyrénées et monte  en division 4. Il cède alors sa place à Christian Felci mais reste comme éducateur au club. Il redevient entraîneur de l’équipe première en 2001 mais est limogé en avril 2004 à la suite de mauvais résultats. En janvier 2005, il est nommé manager du club tout en conservant son poste d'entraîneur adjoint. Il retrouve l'équipe première en avril 2009 à la suite du licenciement de William Dymant et permet au club de rester en CFA2. Patrick Baldassara s'occupe actuellement de l'école de football du Tarbes Pyrénées football, il est également membre du bureau directeur.

## Palmarès

### Joueur
- Vice-champion de France de division 2 en 1981 avec le Montpellier PSC
- Vainqueur de la Coupe Gambardella en 1971 avec l'Olympique lyonnais
- Finaliste de la Coupe Gambardella en 1970 avec l'Olympique lyonnais

### Entraîneur
- Champion de division d'honneur de Midi-Pyrénées en 1989 avec le Stadoceste Tarbais.

## Statistiques
Le tableau ci-dessous résume les statistiques en match officiel de Patrick Baldassara durant sa carrière de joueur professionnel.  
| Saison      | Club               | Pays   | Championnat | Championnat | Championnat | Coupes nationales | Coupes nationales | Coupe d'Europe | Coupe d'Europe | Coupe d'Europe |
| Saison      | Club               | Pays   | Division    | Matchs      | Buts        | Matchs            | Buts              | Type           | Matchs         | Buts           |
| ----------- | ------------------ | ------ | ----------- | ----------- | ----------- | ----------------- | ----------------- | -------------- | -------------- | -------------- |
| 1972 - 1973 | Olympique lyonnais | France | Division 1  | 2           | 0           | -                 | -                 | -              | -              | -              |
| 1973 - 1974 | Olympique lyonnais | France | Division 1  | -           | -           | -                 | -                 | -              | -              | -              |
| 1974 - 1975 | Olympique lyonnais | France | Division 1  | 6           | 0           | -                 | -                 | -              | -              | -              |
| 1975 - 1976 | Olympique lyonnais | France | Division 1  | 20          | 2           | 1                 | 0                 | C3             | 2              | 0              |
| 1976 - 1977 | AS Angoulême       | France | Division 2  | 33          | 1           | 1                 | 0                 | -              | -              | -              |
| 1977 - 1978 | Olympique lyonnais | France | Division 1  | 3           | 0           | -                 | -                 | -              | -              | -              |
| 1978 - 1979 | Montpellier PSC    | France | Division 2  | 31          | 0           | 5                 | 0                 | -              | -              | -              |
| 1979 - 1980 | Montpellier PSC    | France | Division 2  | 25          | 1           | 5                 | 0                 | -              | -              | -              |
| 1980 - 1981 | Montpellier PSC    | France | Division 2  | 28          | 0           | 7                 | 1                 | -              | -              | -              |
| 1981 - 1982 | Montpellier PSC    | France | Division 1  | 9           | 0           | -                 | -                 | -              | -              | -              |
| Total       | Total              | Total  | Total       | 157         | 4           | 19                | 1                 | -              | 2              | 0              |